# Шуміхинський округ
Шумі́хинський округ (рос. Шумихинский округ) — муніципальна одиниця Курганської області Російської Федерації. Відповідна адіміністративна одиниця — Шуміхинський район.
Адміністративний центр — місто Шуміха.

## Історія
27 червня 2018 року була ліквідована Прошкінська сільська рада (територія приєднана до складу Галкинської сільської ради). 31 жовтня 2018 року була ліквідована Кіпельська сільська рада (територія приєднана до складу Каменської сільської ради).
3 липня 2020 року Шуміхинський район перетворено в Шуміхинський округ, при цьому були ліквідовані усі поселення.

### Колишні поселення
| Поселення                      | Площа до 2018 року, км² | Площа після 2018 року, км² | Центр          |
| ------------------------------ | ----------------------- | -------------------------- | -------------- |
| Шуміхинське міське поселення   | 28,16                   | 28,16                      | Шуміха         |
| Березовська сільська рада      | 116,90                  | 116,90                     | Березово       |
| Благовіщенська сільська рада   | 156,14                  | 156,14                     | Благовіщенське |
| Більшовицька сільська рада     | 263,05                  | 263,05                     | Крута Горка    |
| Галкинська сільська рада       | 236,00                  | 332,30                     | Галкино        |
| Каменська сільська рада        | 130,53                  | 231,63                     | Каменне        |
| Карачельська сільська рада     | 113,81                  | 113,81                     | Карачельське   |
| Кіпельська сільська рада       | 101,10                  | -                          | Кіпель         |
| Кушмянська сільська рада       | 190,12                  | 190,12                     | Кушма          |
| Мало-Дюрягінська сільська рада | 32,00                   | 32,00                      | Мале Дюрягіно  |
| Прошкінська сільська рада      | 96,30                   | -                          | Галкино        |
| Птичанська сільська рада       | 211,46                  | 211,46                     | Птиче          |
| Ризька сільська рада           | 269,70                  | 269,70                     | Велика Рига    |
| Стариковська сільська рада     | 291,60                  | 291,60                     | Стариково      |
| Столбовська сільська рада      | 120,60                  | 120,60                     | Столбово       |
| Трав'янська сільська рада      | 186,93                  | 186,93                     | Трав'яне       |
| Трусиловська сільська рада     | 264,19                  | 264,19                     | Трусилово      |

## Населення
Населення району становить 25753 особи (2017; 28499 у 2010, 33051 у 2002).

## Склад
| Населений пункт             | Населення, осіб (2002) | Населення, осіб (2010) |
| --------------------------- | ---------------------- | ---------------------- |
| Антошкино, присілок         | 101                    | 65                     |
| Берегова, присілок          | 22                     | 12                     |
| Березово, село              | 358                    | 302                    |
| Благовіщенське              | 488                    | 382                    |
| Велика Ніколаєвка, присілок | 152                    | 99                     |
| Велика Рига                 | 956                    | 713                    |
| Велике Дюрягіно, присілок   | 490                    | 396                    |
| Велике Суботино, присілок   | 92                     | 57                     |
| Воробйово, присілок         | 106                    | 78                     |
| Галкино                     | 827                    | 594                    |
| Горшково, присілок          | 167                    | 85                     |
| Дубровна, присілок          | 53                     | 37                     |
| Забродино, присілок         | 144                    | 112                    |
| Каменне, село               | 550                    | 473                    |
| Карандашово, присілок       | 372                    | 342                    |
| Карасева, присілок          | 6                      | 2                      |
| Карачельське                | 749                    | 634                    |
| Кардаполова, присілок       | 165                    | 133                    |
| Кіпель, село                | 348                    | 249                    |
| Котлик, присілок            | 196                    | 136                    |
| Красний Холм, присілок      | 273                    | 197                    |
| Крута Горка                 | 802                    | 729                    |
| Куликово, присілок          | 139                    | 101                    |
| Курганова, присілок         | 58                     | 28                     |
| Кушма, село                 | 346                    | 296                    |
| Лісна, присілок             | 85                     | 86                     |
| Мале Дюрягіно               | 522                    | 487                    |
| Михайловка, присілок        | 183                    | 93                     |
| Міжлісьє, присілок          | 174                    | 95                     |
| Мічурінець, селище          | 132                    | 107                    |
| Назарово, присілок          | 69                     | 30                     |
| Петухи, село                | 355                    | 163                    |
| Пристанціонний, селище      | 255                    | 191                    |
| Прошкіно, село              | 332                    | 198                    |
| Птиче                       | 807                    | 624                    |
| Родники, присілок           | 133                    | 78                     |
| Сажино, присілок            | 379                    | 337                    |
| Стариково                   | 807                    | 646                    |
| Столбово, село              | 421                    | 327                    |
| Трав'яне, село              | 438                    | 309                    |
| Трусилово                   | 472                    | 358                    |
| Хохли, присілок             | 182                    | 114                    |
| Хохли, селище               | 4                      | 4                      |
| Часникова, присілок         | 166                    | 125                    |
| Чисте, селище               | 95                     | 56                     |
| Шуміха                      | 19 083                 | 17 819                 |